# Synagoga w Ośnie Lubuskim
Synagoga w Ośnie Lubuskim – synagoga znajdująca się w Ośnie Lubuskim na rogu ulicy 1 Maja 1 i Strażniczej.
Synagoga została zbudowana w 1850 roku na miejscu starej, drewnianej synagogi, która spłonęła 1829 roku i była pierwszą bóżnicą w mieście. W latach 30. XX wieku została ona sprzedana przez gminę żydowską i następnie przebudowana na dom mieszkalny, co uchroniło ją od całkowitego zniszczenia podczas nocy kryształowej oraz II wojny światowej. W takiej formie pozostaje do dziś.
Murowany i orientowany budynek synagogi wzniesiono na planie prostokąta. Podczas przebudowy zmieniono formę okien, wnętrze głównej sali modlitewnej podzielono stropem.